# El Dragón Tour
El Dragón Tour es la tercera gira de conciertos de la cantante y bailarina granadina Lola Índigo. Para la promoción de su tercer álbum de estudio El Dragón (2023), la artista se embarcó en una nueva gira donde recorrerá parte de Latinoamérica y España.

## Antecedentes
La primera etapa de la gira tuvo lugar en Latinoamérica, durante la última quincena de marzo y comienzos de abril. Esta manga, nombrada especialmente como Lola Índigo: TOUR LATAM 2023, llegó apenas tres semanas antes del lanzamiento oficial del disco y ofreció cinco conciertos en tres países diferentes: Argentina, Paraguay y Chile.
La segunda etapa de la gira tendrá lugar en España y estará formada por shows en un gran número de ciudades, así como con presencia confirmada en los principales festivales del país, o en recintos tan importantes como el Teatro Real o el Teatro Romano de Mérida.
La cantante anunció que esta tercera etapa "Nave Dragón" se trataba de una gira de festivales en España y Latinoamérica. El 3 de mayo de 2024 anunció finalmente todas las fechas de España, y comunicó que más fechas en Latinoamérica serían anunciadas posteriormente.
El 2 de diciembre de 2024, tras la cancelación en septiembre de todos los conciertos programados en el Estadio Santiago Bernabéu por quejas vecinales, la cantante anunció la nueva fecha para el gran show y sumó dos estadios más bajo el nombre de "La Bruja, La Niña y El Dragón" en el Estadio de La Cartuja en Sevilla y en el RCDE Stadium en Barcelona para el verano de 2025. Se ofrecerán así, tres conciertos únicos en España en el 2025 con un escenario gigante creado para la ocasión en el que la cantante repasará temas de sus tres eras musicales. Lola Indigo se convierte así en la primera artista femenina española en anunciar una gira íntegramente por estadios en el país.

## Repertorio
El repertorio de El Dragón Tour se dio a conocer oficialmente en el concierto que se celebrará en el WiZink Center de Madrid el 6 de mayo, pues se tratará del primer concierto oficial fijado en una fecha posterior a la salida del álbum y el resto de canciones que hasta ahora no se conocían (21 de marzo).
No obstante, las canciones que componen la primera manga del show durante los conciertos ofrecidos por Latinoamérica son:
1. «La niña de la escuela»
2. «Toy Story»
3. «CA$H»
4. «Trendy» + «Romeo y Julieta»
5. «Tiki Tiki»
6. «Maldición»
7. «Santería»
8. «Mujer bruja»
9. «Lola Bunny» + «Tamagochi»
10. «ABC» + «La tirita»
11. «Las solteras»
12. «High»
13. «4 besos» + «Ya no quiero ná»
14. «An1mal»
15. «La santa»
16. «Discoteka»
17. «Corazones rotos»

### El Dragón Tour (2023)
El repertorio de El Dragón Tour se dio a conocer oficialmente en el concierto del 6 de mayo en el WiZink Center de Madrid:
1. (Intro) + «An1mal»
2. «Para olvidarme de ti»
3. «Discoteka» (Con extractos de «Donde están las gatas»).
4. «Turismo»
5. «La tirita»
6. «Toy Story»
7. «La niña de la escuela»
8. «4 besos»
9. «Tiki Tiki»
10. (Interludio) + «Dragón»
11. «Corazones rotos»
12. «Mujer bruja»
13. «Maldición»
14. «Santería»
15. (Interludio) + «Ultravioleta»
16. «High (Remix)»
17. «Slowmotion»
18. «Las solteras»
19. «M.A Remix»
20. «La santa» (Con extractos de «Bola rebola» y «Taca a Xereca pra Mim»).
21. «Trendy» + «Romeo y Julieta»
22. «Mala Suerte»
23. «El tonto»
24. «Ya no quiero ná»

### La Bruja, La Niña y El Dragón (2025)
El repertorio de la gira por estadios La Bruja, La Niña y El Dragón se dio a conocer oficialmente en el concierto del 14 de junio en el Estadio Metropolitano, Madrid:
| Notas |
| --- |
| - En el concierto de Santiago, la artista invitó a la cantante argentina María Becerra para cantar Discoteka y High, también invitó a la cantante chilena Denise Rosenthal para cantar Santería y Demente, además añadió al setlist Killa (ring ring), cómo te va? y Spinelli y el público cantó junto a la artista una versión a cappella de La Niña De La Escuela y de Cumpleaños Feliz por motivo de su cumpleaños. - En el concierto de Madrid, la artista invitó a Quevedo para cantar El Tonto y a Belén Aguilera para cantar La Tirita. - En el concierto de Almería, la artista invitó a Rvfv para cantar Trendy y Romeo Y Julieta, siendo esta la primera vez que cantasen juntos en directo. - En el concierto de Valladolid, la artista invitó a Tini para cantar juntas los temas 'La Niña De La Escuela' y 'High (Remix)' |

## Controversias
El 2 de diciembre de 2024, anunció su gira por estadios "La Bruja, La Niña y El Dragón", donde recorrerá 3 estadios españoles en 3 fechas durante el 2025: 14 de junio en el Santiago Bernabeu, 21 de junio en La Cartuja (aforo limitado máx 30.000 personas) y el 12 de julio en el RDCE Stadium.
Ese mismo día, ahoras después de anunciar los conciertos, el Real Madrid sacó un comunicado desmintiendo la confirmación oficial del concierto de la artista en el Bernabeu, dando a entender que hasta que no se acaben las obras de insonorización, no se realizará ningún concierto. Aparte, el club, se encuentra actualmente en una situación judicial con los vecinos de la zona, lo que provoca que no se puedan confirmar nuevos conciertos en dicho estadio hasta nuevo aviso. Debido a que el primer concierto confirmado para 2025 era el de la artista española Aitana, al adelantarse a ella la granadina, el club vio tocados sus plazos de obra.
Por otro lado, el 8 de diciembre de 2024, el RCD Espanyol sacó un cominucado negando tener las autorizaciones para realizar el concierto que iba a dar la artista en Barcelona, así que hasta que el club no tenga la documentación realizada, el concierto no se podrá realizar.
El 6 de marzo de 2025, Lola Indigo notifica el cambio definitivo de recinto para su concierto en Madrid. La artista mantiene la fecha del concierto (14 de junio) y lo traslada al Estadio Metropolitano.
Posteriormente y aún teniendo anteriormente la autorización del Ayuntamiento de Cornellá, se anuncia a fecha de 24 de abril la cancelación del concierto de la artista en el RCDE Stadium. El equipo de la artista argumenta que no se les informó del acuerdo para la celebración como máximo de un evento no deportivo máximo al mes. Igualmente, la artista ha trasladado a través de redes sociales que su equipo está buscando alternativas para que el evento se pueda celebrar en otro recinto manteniendo la fecha.